# Gorja del Clop
La Gorja del Clop és un congost que la Ribera Salada ha obert en els conglomerats montserratins que troba poc després d'Aigüesjuntes. S'inicia al toll de Sant Joan, aigües avall de la confluència de la Ribera Salada amb la rasa de Santa Maria i acaba al Pont del Clop. La seva longitud és d'1 km i en alguns punts, com ara al Cap del Forat, s'hi troben parets verticals d'uns 50 m d'alçada. La seva part final també és coneguda amb el nom de Canal Serpent.